# Catedral basílica Inmaculada Concepción del Buen Viaje
La Catedral Basílica Inmaculada Concepción del Buen Viaje se encuentra en la ciudad de Morón, provincia de Buenos Aires, Argentina.
Se ubica en la calle Nuestra Señora del Buen Viaje entre Gral. Belgrano y Gral. Libertador San Martín, frente a la Plaza del Libertador General San Martín a 4 cuadras de la Estación Morón.
Es la sede de la Diócesis de Morón. Está dedicada a la Virgen de la Inmaculada Concepción del Buen Viaje.
En la misma se formó una escuela, donde hay primaria y secundaria.

## Historia
A fines del siglo XVIII al no existir parroquia en lo que por entonces era el pueblo de Morón, el obispo de Buenos Aires decidió crear la parroquia de la zona, esta se encontraba en tierras de Francisco de Merlo.
Ya a principios del siglo XVII se relata que los viajeros que viajaban tierra adentro se prosternaban delante de una imagen de la Inmaculada Concepción instalada en una ermita en Morón, primera posta del Camino Real al norte, rogando por un buen viaje ante la amenaza de los peligros del indio, que acechaba la inmensa llanura.
A principios del siglo XVIII Francisco de Merlo adquiere la imagen que era conocida como la Inmaculada Concepción del Camino y dedica su capilla a San Antonio de Padua y a Nuestra Señora de la Concepción del Camino.
El 12 de agosto de 1776 fue cerrada la parroquia de Merlo y es trasladada a su actual ubicación en el pueblo de Morón. Con la parroquia también se traslada el cura párroco Juan Antonio Merlo, hijo de Francisco de Merlo.
Por aquel entonces los jesuitas trajeron la advocación de la Virgen Viajera de Loreto, patrona de la orden, y con el tiempo la advocación de la Inmaculada Concepción del Camino cambió de nombre al de la Inmaculada Concepción del Buen Viaje. Tal era la identificación que la Villa de Morón tenía con ésta advocación mariana que en 1838 el pueblo aparecía mencionado en documentos oficiales del Estado como Morón de la Concepción.
En el año 1807 el obispo Benito Lué y Riega se refugió en la iglesia de Morón durante las Invasiones Inglesas.

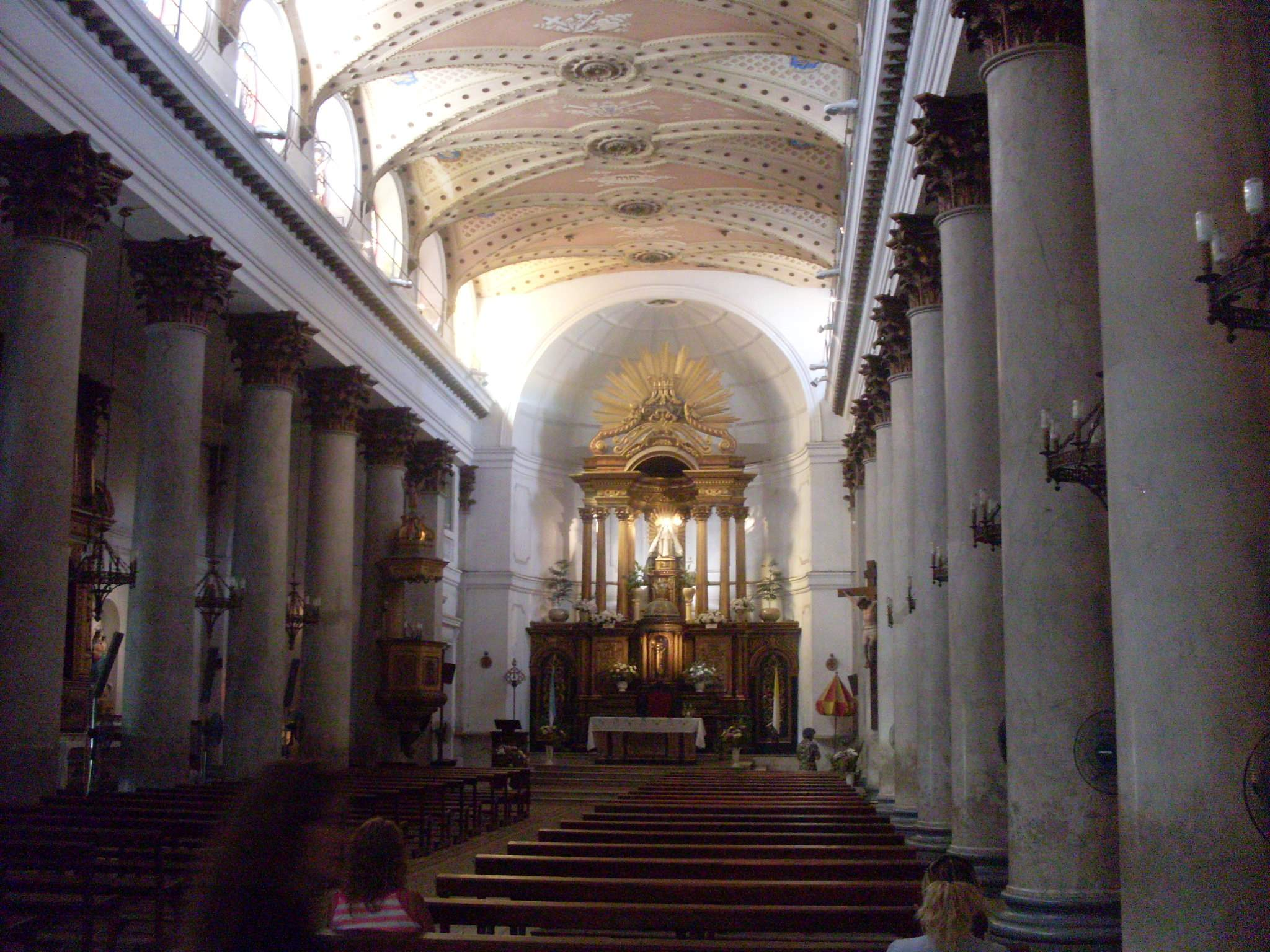
Interior de la Catedral Basílica.

En enero de 1824 celebró la misa en la iglesia el canónigo Juan María Mastai Ferretti el que sería el futuro Papa Pío IX quien formaba parte de la Misión Pontificia encabezada por el vicario apostólico Juan Muzi.
En 1823 el ministro Bernardino Rivadavia otorga 500 pesos para la restauración de la iglesia que se encontraba en estado ruinoso.
El segundo templo, fue levantado por el párroco Francisco Romero en 1854. El permiso para la construcción fue otorgado en 1852 y para tal fin se le asignaron 11 000 pesos.
El 5 de febrero de 1859 se celebra un Te Deum en la iglesia para festejar la inauguración de la Estación Morón.
El mismo cura Romero, el 31 de julio de 1868, colocó en solemne ceremonia la piedra fundamental del tercer y actual templo. El templo fue librado al culto en 1871 y terminado cuando finalizó la construcción de sus dos torres en 1885. El 20 de enero de 1921 llegó a la Catedral el órgano, encargado en febrero de 1914 por el entonces párroco Pablo Darbón a la casa alemana Walcker Orgelbau. El 15 de agosto de 1944 fue consagrado. En 1947 se realizó la coronación diocesana de la Virgen.
El papa Pío XII elevó al templo a Iglesia Catedral cuando creó el Obispado en 1957. En agosto de 1963, el papa Juan XXIII la declaró Basílica Menor, gracias al esfuerzo del obispo Miguel Raspanti, quien se encuentra sepultado delante del altar de la basílica. En junio de 1982, el papa Juan Pablo II, se detuvo en Morón y oró ante la imagen de la Inmaculada Concepción del Buen Viaje. En 1995 se declara Monumento Histórico Municipal (Exp. 59993/05).